# Tui Delai Gau
Tui Delai Gau – w mitologii fidżyjskiej bóg gór. Według wierzeń mieszkańców wysp Fidżi, Tui Delai Gau mieszkał na drzewie. Potrafił odczepić sobie ręce tak aby łowiły ryby za niego, a także dla lepszej widoczności odczepić głowę i położyć na niebie.